# Katha District
Katha District är ett distrikt i Myanmar.   Det ligger i regionen Sagaingregionen, i den norra delen av landet, 500 km norr om huvudstaden Naypyidaw.